# Yair Rosenblum
Yair Rosenblum (în ebraică: יאיר רוזנבלום‎; n. 1944 – d. 27 august 1996) a fost un compozitor israelian de muzică ușoară, autor a numeroase cântece din categoria așa numitului cântec ebraic (zemer ivri)
Yair Rosenblum s-a născut la Tel Aviv. El a fost directorul muzical al corului armatei israeliene în anii 1960-1970.
Rosenblum a compus mai ales pentru ansamblurile de muzică ale armatei de uscat și ale flotei militare, pe care le-a dirijat. Unul din cele mai cunoscute cântece pe care le-a creat este Cântecul pentru pace - Shir lashalom din anul 1970.
El a compus și pentru radio și televiziune, și a colaborat cu mai multe formații de muzică ușoară și ansambluri corale.  A dirijat de mai multe ori la festivalurile de muzică ușoară israeliană de la Arad.
Yair Rosenblum a compus peste 1.000 de cântece, inclusiv Givat Hatahmoshet (1967),  Besimlá adumá (În rochie roșie), Hahaím Hayafim (Viața frumoasă) ,Shalvá (Tihnă), Halleluya și Ma avarekh (Cum să binecuvântez)
Yair Rosenblum a murit de cancer în 1996 la Holon, la vârsta de 52 ani, după doi ani de suferință. A fost înmormântat la cimitirul din kibuțul Einat.

## Premii si onoruri
- 1996 - post mortem - premiul AKUM (Asociația compozitorilor și autorilor)  pentru întreaga sa activitate. Premiul a fost predat fiicei sale, Karen Rosenblum.
- 2009- Poșta israeliană a emis un timbru poștal cu efigia sa